# Митрополит дабробосански Хризостом
Хризостом (световно Рајко Јевић; Вођеница код Босанског Петровца, 4. март 1952) је архиепископ сарајевски и митрополит дабробосански. Бивши је епископ зворничко-тузлански (2013—2017) и епископ бихаћко-петровачки (1991—2013).

## Биографија
Рођен је 4. марта 1952. године у селу Вођеници, код Босанског Петровца. Крштено име му је било Рајко. Богословију је завршио у манастиру Крки, где се и замонашио 20. септембра 1971. године, узевши име Хризостом. Недељу дана касније рукоположен је у чин јерођакона, а две године касније у чин јеромонаха. Радио је као секретар епископа далматинског Стефана (Боце) и црквеног суда.
Студирао је богословију на Аристотеловом универзитету у Солуну од 1976. до 1980. године, када је и дипломирао на Богословском факултету у Београду. У периоду 1981—1991. године ради као професор и васпитач у богословији Света Три Јерарха у манастиру Крки.
Свети архијерејски сабор изабрао га је за првог епископа новоосноване (1990) Епархије бихаћко-петровачке 23. маја 1991. године, а устоличен је одлуком Светог Архијерејског Синода 4. августа 1991. године у Храму Светог Саве у Дрвару.
Дана 13. септембра 1995. године протеран је од стране муслиманских власти Алије Изетбеговића из своје резиденције у месту Кључу, а 10. октобра исте године протеран је са територије своје епархије.
На своју епархију се враћа 5. фебруара 1996. године, након почетка примене Дејтонског мировног споразума. Привремено је боравио у манастиру Клисини код Приједора, све до јесен 2002. године, када се враћа у седиште епархије у Босански Петровац.
У трон епископа зворничко-тузланског устоличен је 13. јула 2013. године.
Сабор Српске православне цркве је донео одлуку 24. маја 2017. да зворничко-тузлански епископ Хризостом буде митрополит дабробосански. Устоличен је у Сарајеву 3. септембра 2017.
После смрти патријарха Иринеја обављао је дужност местобљуститеља патријаршијског трона СПЦ, до избора патријарха Порфирија.
Из Међурелигијског већа Босне и Херцеговине повукао се почетком 2023. године.
Епископ Хризостом говори грчки језик, а служи се руским и француским.

## Признања
- Орден Републике Српске (2012)[9]